# Tachyphyle antimima
Tachyphyle antimima là một loài bướm đêm trong họ Geometridae.